# Poděbradka

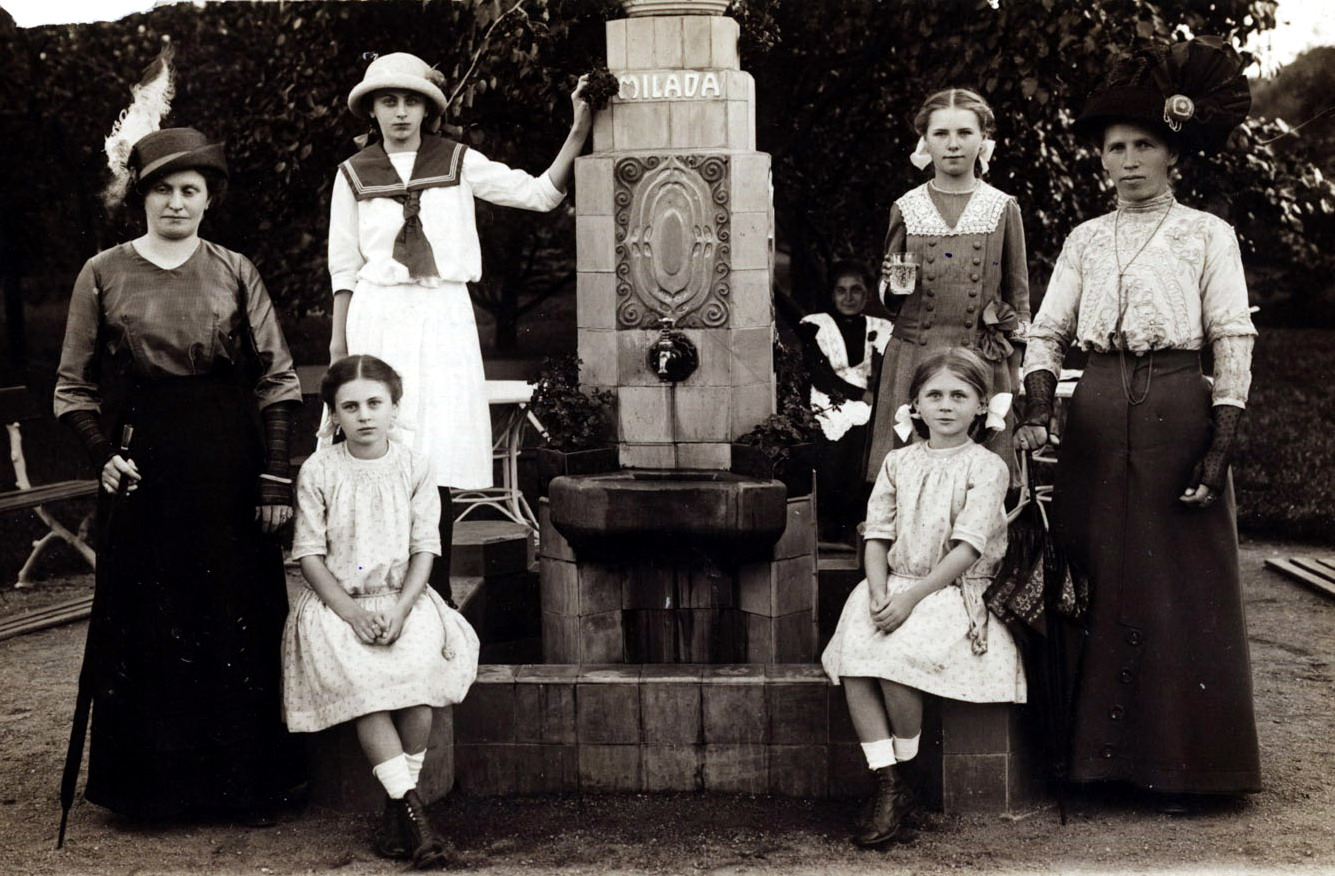
Pramen Milada v roce 1913

Poděbradka je minerální voda, jejíž pramen byl objeven roku 1905 v Poděbradech. Jedná se o alkalicko-zemitou kyselku, v níž se nachází velké množství oxidu uhličitého a patří do skupiny hydrouhličitanovo-chloridových sodno-vápenatých vod, které obsahují větší množství alkalií. Po prokázání léčebných účinků poděbradky lékařem Bohumilem Boučkem byly založeny poděbradské lázně. Nepřerušený provoz trvá od roku 1908. Používá se především k léčbě kardiovaskulárních chorob a to ve formě koupelí. Chutná minerálka byla také od počátku stáčena do lahví. Od privatizace v roce 1993 byla Poděbradka, a. s. samostatnou firmou.
Poděbradku je kvůli geologickým podmínkám nutné čerpat z hloubky přibližně 100 metrů. V letech 1905–2013 bylo navrtáno celkem 27 jímacích vrtů. Většina z nich byla později utěsněna. Do části poděbradských pítek je Poděbradka rozváděna minerálkovodem.

## Historie

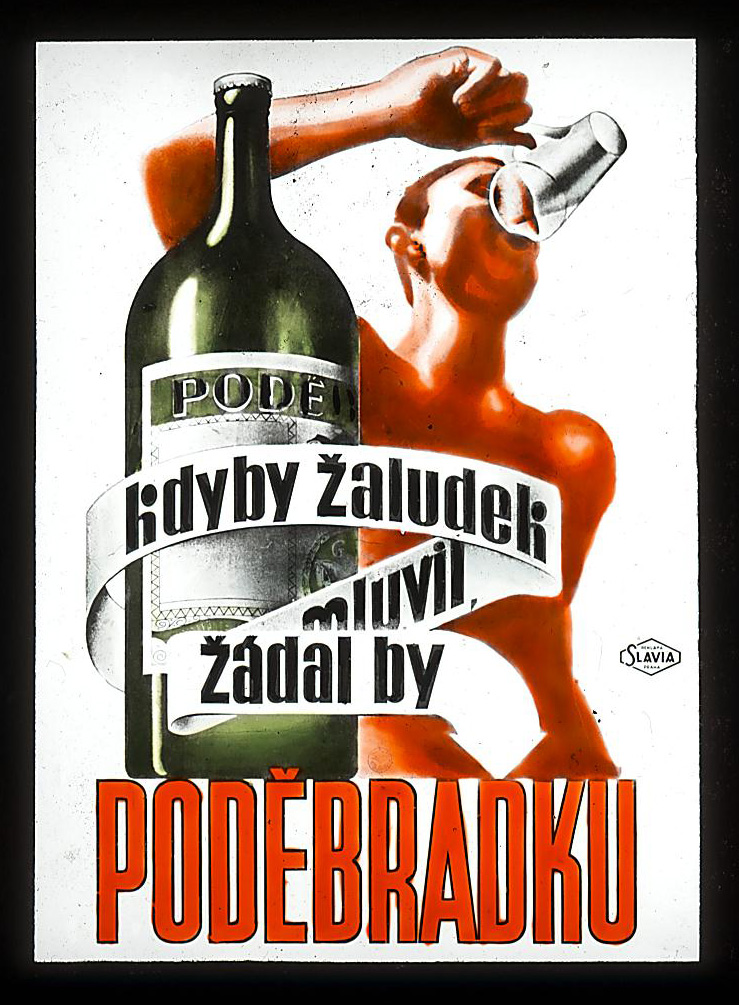
Reklamní plakát na Poděbradku z 30. let 20. století (SOkA Nymburk)

Poděbrady na přelomu 19. a 20. století trápil nedostatek vody. Majitel poděbradského panství Arnošt Filip Hohenlohe z Schillingfürstu proto požádal pruského barona Karla Bülowa, aby se pokusil najít zdroj vody pomocí proutku. Vrtání začalo na druhém nádvoří zámku, ale ani ve třicetimetrové hloubce se pramen neobjevil. Bohumil Bouček a Jan Hellich knížete přesvědčili, aby vrtání pokračovalo pro získání geologických poznatků, načež byl 31. července 1905 v hloubce 96 metrů objeven pramen minerální vody (pramen Bülow).
Kníže umožnil využívání pramene obyvateli města. Aby nebyl rušen hlukem, nechal v zámeckém příkopu navrtat druhý pramen Chariclea, který byl zároveň prvním zdrojem pro stáčírnu minerálky. Její většinu tehdy odebírala německá paroplavební společnost pro své pasažérské lodě. V blízkosti třetího pramene Chariclea, který byl von Bülowem lokalizován v panské dřevnici, byly roku 1908 otevřeny první tzv. knížecí lázně. Rostoucí lázeňský provoz si vynutil vrtání dalších pramenů. Roku 1910 byla postavena nová budova zimních lázní, pro které byly navrtány prameny Milada, Eliška a Libuše.Následoval pramen Rieger na Riegrově náměstí, pramen Božena, pramen Boček u železniční stanice, pramen Trnka na Žižkově, pramen Vrchlický u skláren, nebo pramen Jiří u Labe poblíž kostela Povýšení svatého Kříže.

## Složení
Celková mineralizace: 2052
- CO2 2000 mg/l
- Mg 48 mg/l
- Ca 142 mg/l
- Na 514 mg/l
- K 60 mg/l

## Účinky
Poděbradka se od počátku používá pro léčení kardiovaskulárních onemocnění (ischemická choroba srdeční, angina pectoris). Užívána je k léčbě hypertenze a jejích komplikací, při onemocnění žil, tepen dolních končetin nebo při poškození způsobených cukrovkou (diabetická noha). Hlavní léčebný efekt je způsoben oxidem uhličitým. Léčebné koupele jsou kombinovány s dalšími formami terapie.

## Seznam veřejných pítek
Seznam veřejných pítek Poděbradky:
| Název              | Obrázek     | Poloha                                                         | Provoz      | Galerie                                                         | Napájení                                        |
| ------------------ | ----------- | -------------------------------------------------------------- | ----------- | --------------------------------------------------------------- | ----------------------------------------------- |
| Pramen Hohenlohe   | Hohenlohe   | Zámecký příkop (50°8′31″ s. š., 15°7′7″ v. d.)                 | duben-říjen | Kategorie „Pramen Hohenlohe (Poděbrady)“ na Wikimedia Commons   | Pramen utěsněn, napájen z lázeňské polikliniky. |
| Bülowův pramen     | Bülow       | Nádvoří zámku (50°8′30″ s. š., 15°7′9″ v. d.)                  | duben-říjen | Kategorie „Bülowův pramen (Poděbrady)“ na Wikimedia Commons     |                                                 |
| Pramen Chariclea   | Chariclea   | Letní lázně (50°8′38″ s. š., 15°7′16″ v. d.)                   | celoročně   | Kategorie „Pramen Chariclea (Poděbrady)“ na Wikimedia Commons   | Pramen utěsněn, napájen z lázeňské polikliniky. |
| Riegrův pramen     | Rieger      | Riegrovo náměstí (50°8′38″ s. š., 15°7′20″ v. d.)              | celoročně   | Kategorie „Riegrův pramen (Poděbrady)“ na Wikimedia Commons     | Pramen utěsněn, napájen z lázeňské polikliniky. |
| Pramen Boček       | Boček       | Libenského kolonáda (50°8′50″ s. š., 15°7′16″ v. d.)           | duben-říjen | Kategorie „Pramen Boček (Poděbrady)“ na Wikimedia Commons       | Pramen utěsněn, napájen z lázeňské polikliniky. |
| Trnkův pramen      | Trnka       | Před nádražím (50°8′58″ s. š., 15°7′21″ v. d.)                 | duben-říjen | Kategorie „Trnkův pramen (Poděbrady)“ na Wikimedia Commons      | Pramen utěsněn, napájen z lázeňské polikliniky. |
| Žižkův pramen      | Žižka       | Moučná ulice, Žižkov (50°8′58″ s. š., 15°7′34″ v. d.)          | duben-říjen | Kategorie „Žižkův pramen (Poděbrady)“ na Wikimedia Commons      | Sonda I.                                        |
| Svatojánský pramen | Svatojánský | Kubovy sady (50°8′27″ s. š., 15°7′23″ v. d.)                   | duben-říjen | Kategorie „Svatojánský pramen (Poděbrady)“ na Wikimedia Commons | 2011. Sonda BPV-3.                              |
| Eliščin pramen     | Eliščin     | Hudební pavilon, Lázeňský park (50°8′39″ s. š., 15°7′9″ v. d.) | duben-říjen | Kategorie „Eliščin pramen (Poděbrady)“ na Wikimedia Commons     | 2013. BJ 23 Eliščin pramen.                     |

Minerálkovodem jsou zásobována neveřejná pítka v Hotelu Bellevue Tlapák, v Zimních lázních a v Hotelu Zámeček. Sondou BJ22 dále pítka v Hotelu Felicitas a Hotelu Park****.

## Seznam jímacích vrtů Poděbradky
Seznam vrtů Poděbradky:
| Název                  | Navrtán | Hloubka | Poznámka |
| ---------------------- | ------- | ------- | --- |
| Bülow                  | 1905    | 96,7 m  | V provozu. |
| Chariclea              | 1906    | 86,7 m  | Utěsněn 1990. |
| Hohenlohe              | 1907    | 91,8 m  | Utěsněn 1967. |
| Milada                 | 1910    | 89 m    | Utěsněn 1926. |
| Libuše                 | 1910    | 112 m   | Utěsněn 1955. |
| Eliška                 | 1910    | 107,2 m | Utěsněn 1955. |
| Rieger                 | 1911    | 87,2 m  | Utěsněn 1972. |
| Božena                 | 1911    | 87,2 m  | Utěsněn 1967. |
| Boček                  | 1911    | 90,2 m  | Utěsněn 1972. |
| Trnka                  | 1912    | 87,4 m  | Utěsněn 1972. |
| Jiří                   | 1912    | 74,7 m  | Utěsněn 1990. |
| Vrchlický I.           | 1912    | 87 m    | Utěsněn 1936. |
| Proutnice              | 1926    | 91 m    | Utěsněn 1926. |
| Jatecký                | 1926    | 103,9 m | Utěsněn 1972. |
| Vlašský                | 1926    | 100,3 m | Utěsněn 1967. |
| Chmelnice              | 1926    | 126,6 m | Utěsněn 1956. |
| Sonda I.               | 1929    | 99,5 m  | Utěsněn 1983. Obnoven pro napájení pítka Moučná. |
| Sonda II.              | 1930    | 102,4 m | Utěsněn 1990. |
| Vrchlický II.          | 1936    | 85,5 m  | Utěsněn 1972. |
| Zápotocký              | 1949    | 101 m   | Utěsněn 1990. |
| Sonda BJ 10            | 1968    | 112,6 m | V provozu. Majetek Lázní Poděbrady a.s. Čerpání vody do rezervoárů lázeňské polikliniky pro lázně a napájení části pítek. U budovy dispečinku minerálních vod na Žižkově. |
| Sonda BJ 11            | 1970    | 113,7 m | V provozu. Majetek Lázní Poděbrady a.s. Čerpání vody do rezervoárů lázeňské polikliniky pro lázně a napájení části pítek. Žižkov, poblíž silnice na Kouty.                |
| Sonda BJ 12            | 1970    | 119 m   | V provozu. Majetek Lázní Poděbrady a.s. Čerpání vody do rezervoárů lázeňské polikliniky pro lázně a napájení části pítek. Žižkov, poblíž silnice na Pátek.                |
| Sonda BPV-3            | 2002    | 102 m   | V provozu. Majetek ministerstva zdravotnictví. Napájí Svatojánský pramen. Kubovy sady.                                                                                    |
| BJ 22 Jubilejní pramen | 2005    | 100 m   | V provozu. Majetek Poděbrad. Napájí pítka v Hotelu Felicitas a Hotelu Park****.                                                                                           |
| BJ 23 Eliščin pramen   | 2011    | 109,7 m | V provozu. Majetek Poděbrad. Napájí Eliščin pramen. |